# تشارلز روجرز غرير
تشارلز روجرز غرير (بالإنجليزية: Charles Rogers Greer)‏ هو عسكري أمريكي، ولد في 10 يوليو 1920، وتوفي في 14 أبريل 1942.